# Reach (Cambridgeshire)
Reach – wieś w Anglii, w hrabstwie Cambridgeshire, w dystrykcie East Cambridgeshire. Leży 15 km na północny wschód od miasta Cambridge i 90 km na północ od Londynu. W 2001 miejscowość liczyła 365 mieszkańców.